# Metteniusa santanderensis
Metteniusa santanderensis — вид растений рода Меттениуса (лат. Metteniusa). Эндемик Колумбии.